# Eric Maxim Choupo-Moting
Eric Maxim Choupo-Moting (* 23. března 1989, Altona) je kamerunský profesionální fotbalista německého původu, který hraje od roku 2024 na pozici útočníka za americký klub New York Red Bulls. V mládežnických reprezentacích nastupoval za Německo, na seniorské úrovni reprezentuje od roku 2010 Kamerun.

## Klubová kariéra
V mládí hrál fotbal v německých klubech FC Teutonia 05 Ottensen (do r. 2000), Altona 93 (2000–2003), FC St. Pauli (2003–2004), Hamburger SV (2004–2007).
S profesionálním fotbalem začínal v Hamburger SV. V letech 2009–2010 hostoval v 1. FC Norimberk. V letech 2011–2014 byl hráčem 1. FSV Mainz 05 a v roce 2014 přestoupil do FC Schalke 04. V létě 2017 se stal hráčem anglického klubu Stoke City FC. V letech 2018–2020 hrál ve francouzském týmu Paris Saint-Germain. Od roku 2020–2024 byl hráčem bavorského gigantu FC Bayern München. V lednu 2025 přestoupil jako volný hráč do týmu New York Red Bulls.

## Reprezentační kariéra

### Německo
Nastupoval v německých mládežnických reprezentacích od kategorie U18.

### Kamerun
V A-týmu Kamerunu debutoval v roce 2010.
Zúčastnil se Mistrovství světa 2010 v Jihoafrické republice.

Německý trenér Kamerunu Volker Finke jej vzal na Mistrovství světa 2014 v Brazílii, kde byl Kamerun vyřazen v základní skupině A (rozhodlo se o tom již po dvou prohrách – s Mexikem 0:1 a Chorvatskem 0:4).
Byl nominován na Africký pohár národů 2015.

## Ocenění
Paris Saint-Germain
- Ligue 1: 2018–19,[7] 2019–20[8]
- Coupe de France: 2019–20[9]
- Coupe de la Ligue: 2019–20
- UEFA Champions League finalista: 2019–20[10]

Bayern Mnichov
- Bundesliga: 2020–21,[11] 2021–22, 2022–23[12]
- DFL-Supercup: 2021, 2022[13]
- FIFA Club World Cup: 2020[14]

Kamerun
- Africký pohár národů třetí místo: 2021[15][16]

Individuální ocenění
- Fritz Walter Medal U18 Stříbro: 2007[17][16]